# Ken Hashikawa
Ken Hashikawa (橋川 健, Hashikawa Ken; Tokio, 8 mei 1970) is een Japans voormalig professioneel wielrenner en sinds 2025 ploegleider van de opleidingsploeg van Intermarché-Wanty.
Hij is tevens actief als ondernemer en zette in 2008 zijn eigen merk van racefietsen op de markt onder de naam VLAAMS-Bike.

## Belangrijkste overwinningen
1995
 Japans kampioen op de weg, elite
1996
Ronde van Okinawa
1999
3e etappe Ronde van Hokkaido
Eindklassement Ronde van Hokkaido
2001
 Japans kampioenschap tijdrijden, elite
2003
 Japans kampioenschap tijdrijden, elite

### Resultaten in voornaamste wedstrijden
|      | \| Jaar \| \| WK op de weg \| \| ---- \| \| ------------ \| \| 1994 \| \| opgave \| \| 1995 \| \| opgave \| |              |
| Jaar | | WK op de weg |
| 1994 | | opgave       |
| 1995 | | opgave       |

Cattaneo · Chassot · Coudray · Daelmans · De Roose · Dierckxsens · Harnett · Hashikawa · Herygers · Hirs · Ja. Jolidon · Jo. Jolidon · Powell · Rubio · Šimůnek · Van Luchem · Way · Willemsens · Claeys (stagiair) · Vanconingsloo (stagiair) · Wuyts (stagiair)   
Coudray · Daelmans · Dierckxsens · Hashikawa · Herygers · Miura · Šimůnek · Streel · Van Brecht · Van Donink · van Veenendaal · Vandaele · Gosink (stagiair) · Missotten (stagiair) · Van Laer (stagiair)   
Coudray · Daelmans · Dierckxsens · Hashikawa · Herygers · Hopmans · Missotten · Miura · Petersen · Streel · Torrekens · Van Hullebusch · Willems · Wuyts · Moons (stagiair) · Vandromme (stagiair) · Willockx (stagiair)   
Barrenetxea · Coudray · De Buyst · Deraedt · Dierckxsens · Hashikawa · Hennebert · Herygers · Hopmans · Mifune · Miura · Petersen · Schoelens · Torrekens · Van Hullebusch · Willems · De Schoenmaecker (stagiair) · Fitzgerald (stagiair) · Willockx (stagiair)   
Barrenetxea · Coudray · De Buyst · De Meester · Delme · Deraedt · Hashikawa · Herygers · Hopmans · Hordijk · Mifune · Torrekens · Canevet (stagiair) · Donnet (stagiair) · Hennebert (stagiair) · Laplasse (stagiair) · Pollin (stagiair)   